# Conselho Internacional de Monumentos e Sítios
O Conselho Internacional de Monumentos e Sítios, em língua inglesa "International Council of Monuments and Sites" (ICOMOS), é uma associação cívil não-governamental, ligada à Organização das Nações Unidas (ONU), através da Organização das Nações Unidas para a Educação, a Ciência e a Cultura (UNESCO). Tem sede em Paris, na França.

## História
A instituição foi fundada em 1965, como resultado da assinatura da chamada "Carta de Veneza" no ano anterior (1964). É responsável por propor os bens que recebem o título de Património Cultural da Humanidade.